# محمد البوفلاسة

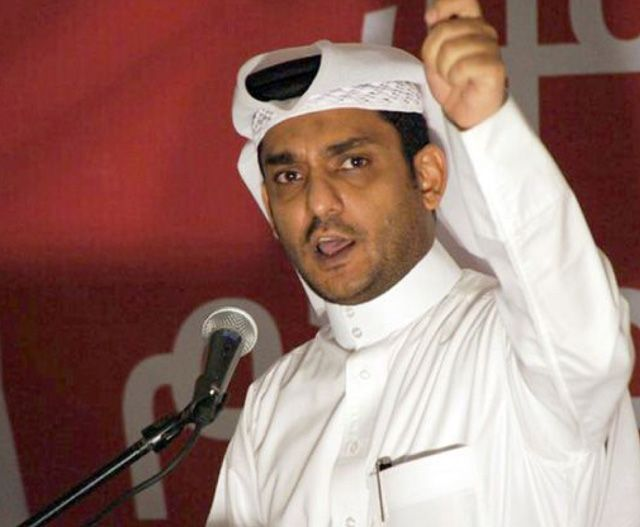
محمد البوفلاسة

محمد البوفلاسة، أول المعتقلين على خلفية احتجاجات البحرين المطالبة بالديمقراطية والحرية في البحرين ويعد البوفلاسة (36 عاماً) أول بحريني فُقد خلال الأحداث السياسية التي شهدتها البحرين منذ الرابع عشر من فبراير/ شباط 2011م، حيث ألقى كلمة في 15 فبراير الماضي في دوار اللؤلؤة، مركز اعتصام الحركة، دعا فيها إلى إصلاحات سياسية واقتصادية، واختفى البوفلاسة بعد ساعات من إلقاء هذه الكلمة فيما شاعت أخبار عن اختطافه. والبوفلاسة هو شاعر بحريني، متزوج وله بنتان وولد، وكان مرشحا في للانتخابات النيابية 2010 كأحد المستقلين، حيث لا ينتمي البوفلاسة إلى أي حزب سياسي

## مركز البحرين لحقوق الإنسان
طالب مركز البحرين لحقوق الإنسان بالإفراج الفوري عن البوفلاسة واعتبر اعتقاله هي مصادرة لحرية التعبير عن الرأي وفي بيان اصدره المركز قال فيه "إن مركز البحرين لحقوق الإنسان يرى بان المعتقل محمد البو فلاسة هو سجين رأي لأنه اختطف بعد إلقائه كلمته في دوار مجلس التعاون والتي طالب فيها بإصلاحات سياسية واقتصادية. ويذكر المركز السلطات البحرينية بان البحرين دولة طرف في العهد الدولي الخاص بالحقوق المدنية والسياسية الا انه بحال عمله العسكري فهو غير مصرح في الدخول كلا المجالين، والذي يحظر الاحتجاز العسكري. ورد في العهد أن أي شخص موقوف يجب إخباره “بأسباب هذا التوقيف لدى وقوعه كما يتوجب إبلاغه سريعا بأية تهمة توجه إليه” وأن يمثل سريعاً أمام قاضٍ. فريق الأمم المتحدة العامل المعني بالاحتجاز التعسفي قال إن الاحتجاز الذي اعتبر سببه ممارسة الحقوق الأساسية، مثل حرية التعبير، يعتبر احتجازاً تعسفياً وفي الوقت الذي يؤكد فيه المركز على ضرورة إطلاق سراح جميع المعتقلين بسبب الاحتجاجات الأخيرة التي شهدتها البحرين، بوصفهم سجناء رأي،"

## مطالبات بالإفراج
طالبت منظمات حقوقية مرموقة بالإفراج عن البوفلاسة حيث قال جو ستورك، نائب المدير التنفيذي لقسم الشرق الأوسط وشمال أفريقيا في هيومن رايتس ووتش: «صمت البحرين الطويل على مصير ومكان محمد البوفلاسة واستمرار الإخفاق في تفسير سبب احتجازه يُظهر أن السلطات حبسته لمجرد أنها لم يعجبها ما فعله في دوار مجلس التعاون» كما قالت منظمة العفو الدولية في بيان البحرين على إطلاق سراح ضابط سابق في الجيش «إنه يجب على السلطات البحرينية أن تطلق سراح ضابط حالي في سلاح الجو البحريني أو توجه له تهمة. وكان الضابط قد اعتقل بعد أن انتقد علانيةً القمع الحكومي خلال الاحتجاجات الشعبية المؤيدة لأسقاط النظام في البحرين»

## الإفراج عن المناضل محمد البوفلاسة
تم الإفراج عن المناضل محمد البوفلاسة في يوم الرابع والعشرين من شهر يوليو 2011 بعد ضغوط شعبية مستمرة داخلايا وخارجيا. وقد كان محمد البوفلاسة أول سجين سياسي في الفترة ما بعد 14 فبراير التي شهدت حراكا شعبيا يطالب بحقوق المواطنين المصادرة، أهمها حكومة منتخبة وتوزيع عادل لمراكز التصويت وصوت لكل مواطن ومحاربة الفساد الاقتصادي.
يتسم المناضل محمد البوفلاسة بميزة خاصة، حيث أنه ينتمي للطائفة السنية الكريمة مما عكر صفو الحكومة وفند اقاويلها واتهاماتها بأن الثورة البحرينية طائفية، لذلك يعتبر المناضل محمد البوفلاسة رمزا من رموز الوحدة الوطنية ورقما صعبا على الحكومة البحرينية. تجمع جمع غفير مباشرة بعد الإفراج عن محمد امام منزله لاستقباله. أول ما قاله محمد «البحرين هي أهم شيء والمستقبل هو ما نتطلع اليه».
- مقطع فيديو لكلمة محمد البوفلاسة في دوار مجلس التعاون -
http://www.youtube.com/watch?v=K8JhxRa4kgo
-تجمع الرجال والنساء من أنواع اطياف المجتمع البحريني لاستقبال محمد البوفلاسة http://twitpic.com/5v9lw1